# Фалуда
Фалуда  (гінді फ़लूदा) (урду فالودہ) (бенг. ফালুদা)  – холодний дуже солодкий напій чи десерт з молока, вермішелі, насіння солодкого базиліку та солодощів, популярний в Ірані, Афганістані, Індії, Пакистані.  

## Історія
Походить з міста Шираз, Іран. Один з найдавніших описаних десертів світу, перша згадка про який зустрічається 400 р до. н. е. 
Традиційна перська фалуда містить вермішель, трояндову воду та солодкий сироп. В Індію напій потрапив з вторгненням монголів. Сьогодні фалуду готують не лише з вермішелі, але і з подрібненими фруктами, горішками, желатиновими цукерками, морозивом та молоком. Може подаватися у стаканах, чи на тарілці (якщо густий).

## В літературі
Фалуда згадується у книзі «Шантарам»:
```
Деякі речі й повинні бути дуже солодкими,— сказав він, підморгнувши мені, й посмоктав свою соломинку.— Якби фалуда не був такий солодкий, то хіба ми пили б його?
```

## Галерея

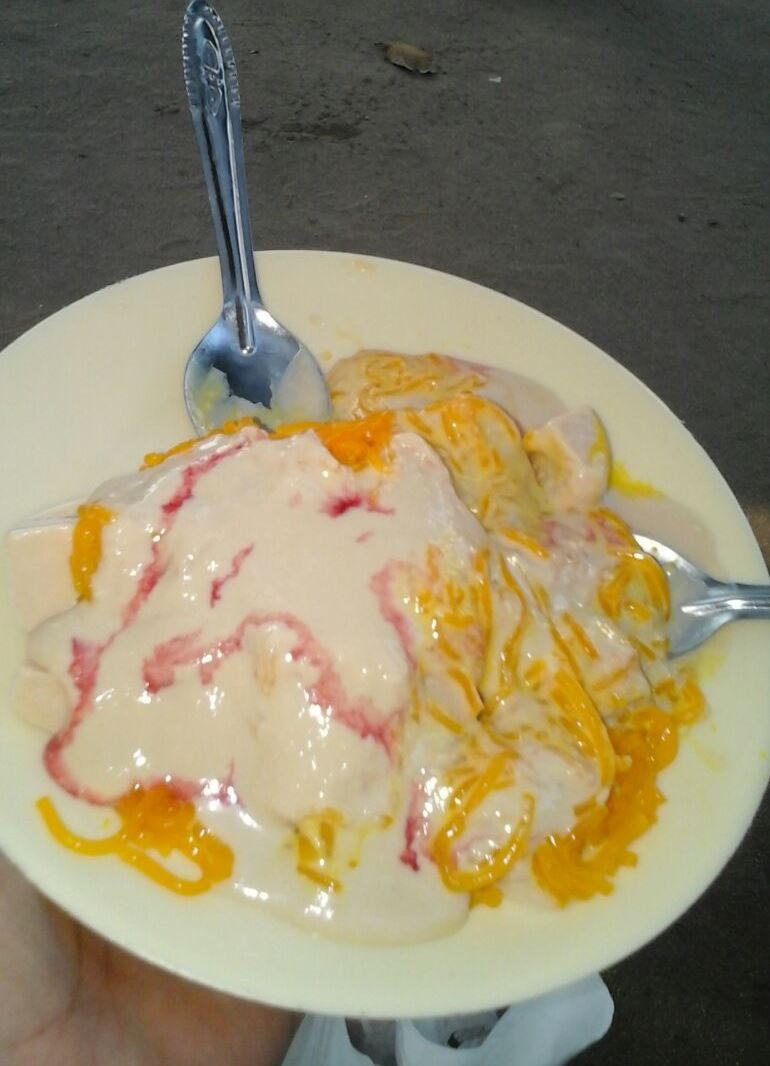
Густа фалуда
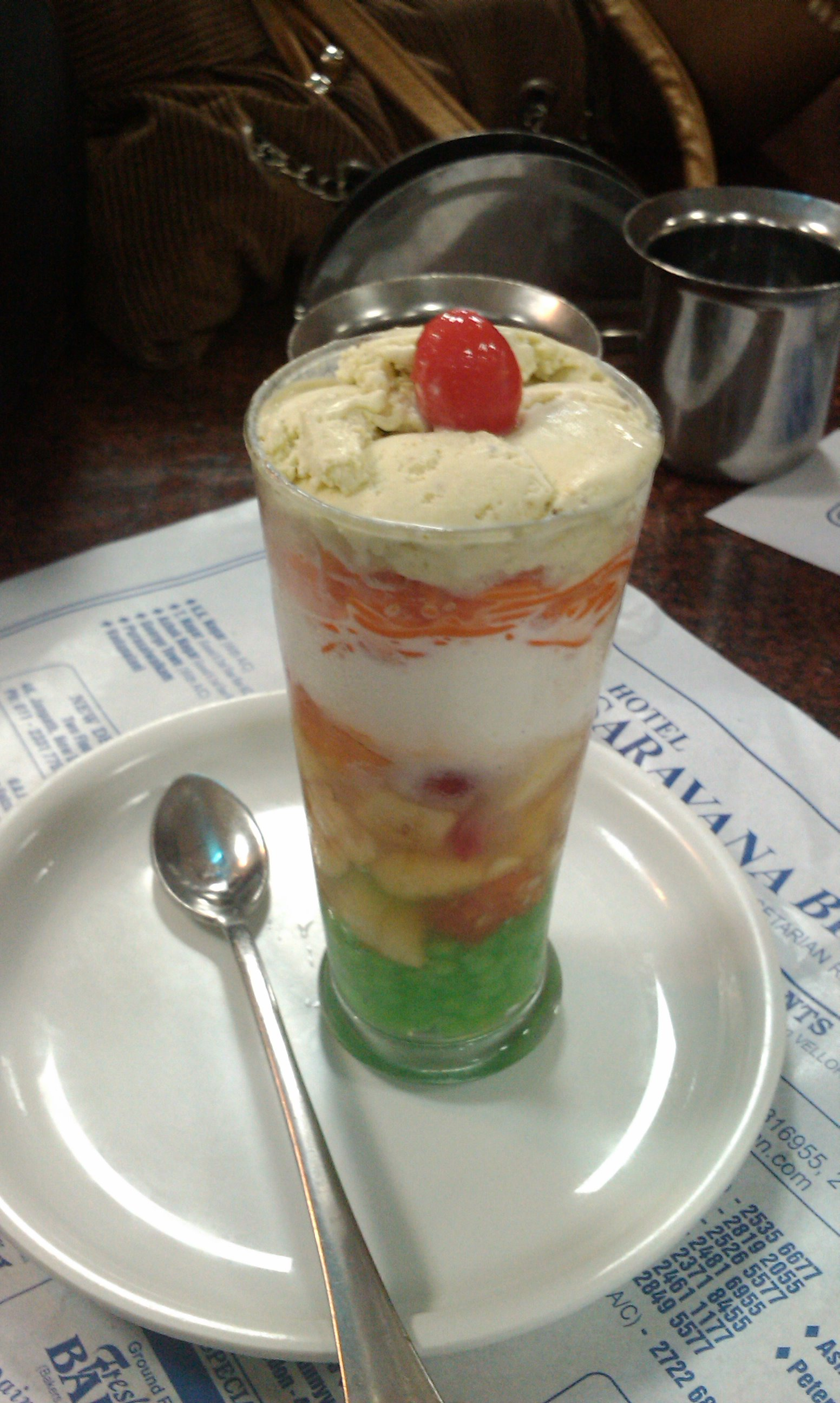
Фалуда в стакані
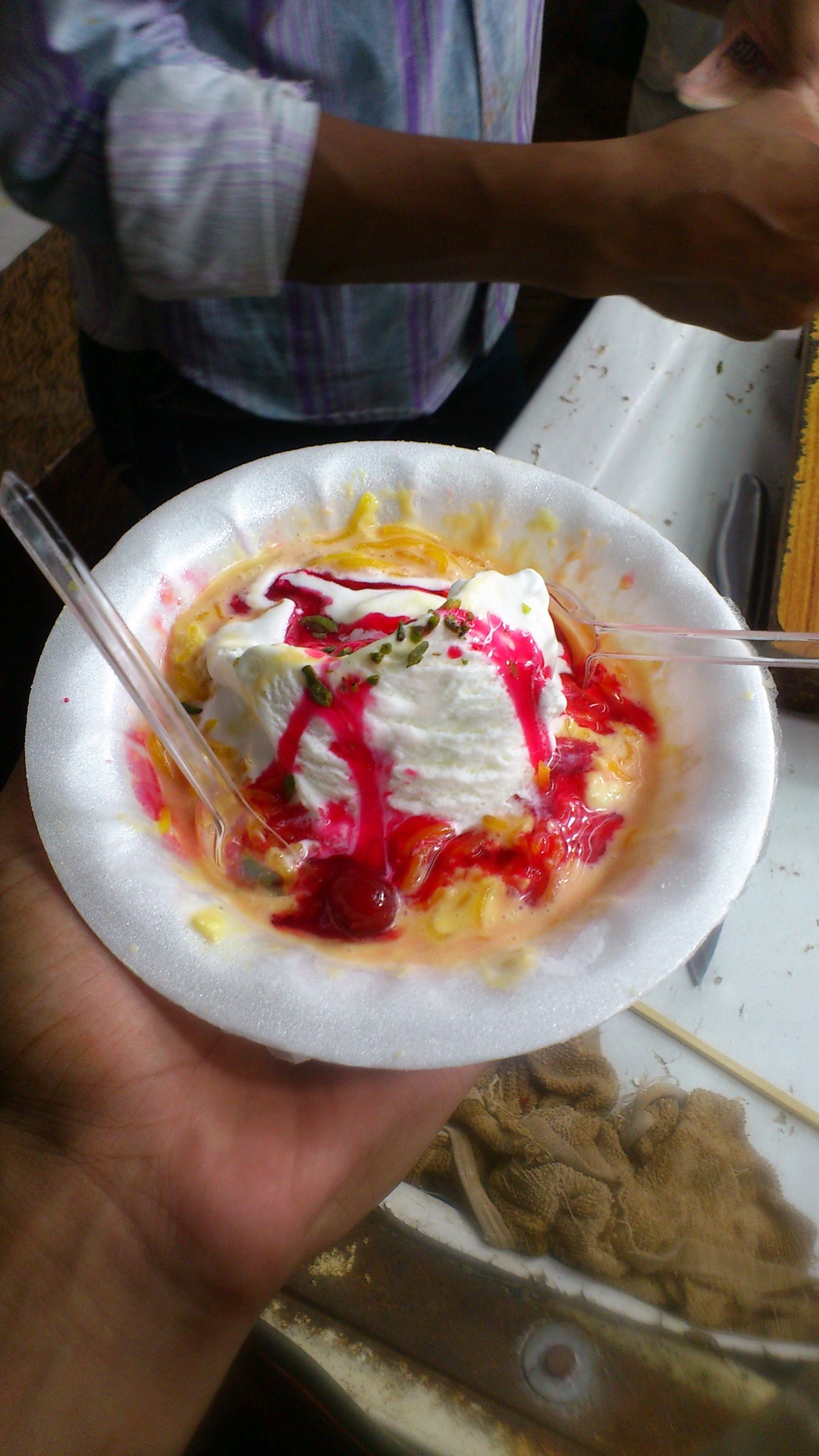
Густа фалуда на тарілці